# Bacharach-skalan
Bacharach-skalan används i en metod för bestämning av sotmängd i rökgaser från oljepannor.
Med hjälp av en pump av typen cykelpump sugs en bestämd mängd rökgaser genom ett vitt filterpapper, varvid sotpartiklarna fastnar i detta. Genom att jämföra papperets svärtning med en skala graderad från 1 – 10 kan det så kallade sottalet fastställas.